# Sweet Kisses
Sweet Kisses é o álbum de estréia da cantora estadunidense Jessica Simpson, lançado em 23 de novembro de 1999, através da Columbia Records. Musicalmente, o álbum possui uma sonoridade que inclui os gêneros teen pop, dance-pop e R&B, suas letras retratam principalmente temas de amor, romance e vida de uma perspectiva adolescente.
Sweet Kisses obteve êxito comercial nos Estados Unidos, onde posicionou-se em número 25 pela tabela musical Billboard 200, além de receber certificação de platina dupla pela Recording Industry Association of America (RIAA), ao atingir vendas de mais de dois milhões de cópias no país. O álbum também recebeu certificações de vendas no Canadá, Japão e Suécia e conquistou mundialmente, vendagem que ultrapassou os quatro milhões de cópias.
Três singles foram retirados do álbum, incluindo o single de estreia de Simpson "I Wanna Love You Forever", que figurou no top 10 de diversas tabelas musicais pelo mundo e tornou-se o seu maior hit nos Estados Unidos. O segundo single "Where You Are", é um dueto com o cantor Nick Lachey do grupo pop 98 Degrees, que não obteve o desempenho comercial de seu antecessor. O terceiro e último single "I Think I'm in Love with You", fez com que Simpson retornasse a diversas tabelas musicais, sobretudo europeias.

## Antecedentes e desenvolvimento
Enquanto Simpson cantava ao participar de um acampamento da igreja batista, aos 13 anos, ela chamou a atenção de um dos visitantes do local que estava lançando uma gravadora de música cristã. Lhe foi oferecida a oportunidade de realizar uma audição, no qual cantou "I Will Always Love You" versão de Whitney Houston e dessa forma, ela assinou um contrato com a Proclaim Records.
Simpson gravou o álbum intitulado Jessica, porém antes que o mesmo fosse lançado a gravadora faliu. Mais tarde, sua avó financiou uma edição limitada do álbum, que foi distribuído para gravadoras e produtores, levando Simpson a conseguir diversas audições. O material chamou a atenção do executivo da Columbia Records, Tommy Mottola, que ficou impressionado com o seu talento e habilidade musical. Mottola imediatamente pensou que Simpson parecia vocalmente com a cantora Mariah Carey. Em julho de 1997, ela assinou contrato com a gravadora e iniciou o processo de gravação de seu álbum de estreia.
Durante a produção de Sweet Kisses, a gravadora decidiu que queria que Simpson fosse o "anti-sex appeal", onde ela cantaria sobre amor e romance ao invés de temas sexuais, na tentativa de se distanciar dos álbuns de estreia de Britney Spears e Christina Aguilera. A imagem "virginal" de Simpson foi considerada uma ótima ideia pela Columbia Records, que sentiu que atrairia os ouvintes ao criar uma garota com quem eles pudessem se relacionar.
Sweet Kisses possui diversos produtores, incluindo Sam Watters, que produziu os singles "I Wanna Love You Forever" e "Where You Are", bem como a canção "Heart of Innocence". Watters também co-escreveu a faixa "I Wanna Love You Forever", junto com Louis Biancaniello. Além destes, Carl Sturken e Evan Rogers também produziram juntos as faixas "I've Got My Eyes On You" e "Betcha She Don't Love You", que compõem a lista de faixas do álbum.

## Lista de faixas
| Sweet Kisses — Edição padrão |                                                     |                                                        |                          |         |  |
| N.º                          | Título                                              | Compositor(es)                                         | Produtor(es)             | Duração |  |
| 1.                           | "I Wanna Love You Forever"                          | Sam Watters Louis Biancaniello                         | Watters Biancaniello     | 4:24    |  |
| 2.                           | "I Think I'm in Love with You"                      | Cory Rooney Dan Shea John Mellencamp                   | Rooney Shea              | 3:18    |  |
| 3.                           | "Where You Are" (com participação de Nick Lachey)   | Watters Biancaniello Adamantia Stamatopoulou Lachey    | Biancaniello Watters     | 4:32    |  |
| 4.                           | "Final Heartbreak"                                  | Eric Foster White                                      | White                    | 3:40    |  |
| 5.                           | "Woman in Me" (com participação de Destiny's Child) | Meja Beckman Anders Bagge                              | Robbie Nevil             | 3:51    |  |
| 6.                           | "I've Got My Eyes on You"                           | Paul Rein Johan Åberg                                  | Carl Sturken Evan Rogers | 3:34    |  |
| 7.                           | "Betcha She Don't Love You"                         | Sturken Rogers                                         | Sturken Rogers           | 4:13    |  |
| 8.                           | "My Wonderful"                                      | London Jones Dwight Sills                              | Jones                    | 4:13    |  |
| 9.                           | "Sweet Kisses"                                      | Andy Goldmark Jamie Houston J. D. Hicks                | Goldmark Houston         | 3:23    |  |
| 10.                          | "Your Faith in Me"                                  | Dane DeViller Sean Hosein Ty Lacy                      | DeViller Hosein          | 4:24    |  |
| 11.                          | "Heart of Innocence"                                | Simpson Gary Baker Frank Joseph Meyers Paula Carpenter | Biancaniello Watters     | 4:55    |  |
| Duração total:               | Duração total:                                      | Duração total:                                         | Duração total:           | 44:28   |  |

| Sweet Kisses — Faixa bônus da edição japonesa |                              |                          |                |         |  |
| N.º                                           | Título                       | Compositor(es)           | Produtor(es)   | Duração |  |
| 12.                                           | "Did You Ever Love Somebody" | Marsha Malamet Liz Vidal | Sturken Rogers | 3:54    |  |

| Sweet Kisses — Faixas bônus da edição do reino unido |                               |                |                |         |  |
| N.º                                                  | Título                        | Compositor(es) | Produtor(es)   | Duração |  |
| 13.                                                  | "I Can, I Will"               | Houston Nevil  | Houston Nevil  | 4:28    |  |
| 14.                                                  | "You Don't Know What Love Is" | Sturken Rogers | Sturken Rogers | 4:21    |  |

Notas
"I Think I'm in Love with You" contém demonstrações de "Jack & Diane", escrita e gravada por John Cougar Mellencamp.

## Desempenho nas tabelas musicais
Após o seu lançamento nos Estados Unidos, Sweet Kisses estreou no número sessenta e cinco pela Billboard 200, vendendo 65.000 cópias em sua primeira semana, em oposição ao primeiro single do álbum, que gerou pico de número três pela Billboard Hot 100. Na semana seguinte, Sweet Kisses caiu para o número setenta, continuando nas semanas seguintes. Para impulsionar as suas vendas, a gravadora lançou o seu segundo single, que não conquistou os feitos de seu antecessor. Enquanto Sweet Kisses se manteve no top sessenta por diversas semanas, o último single do álbum foi lançado, o que ocasionou a subida de Sweet Kisses na Billboard 200, obtendo pico de número vinte e cinco na semana de 5 de agosto de 2000. Ao todo, o álbum permaneceu na tabela musical por sessenta e duas semanas. Sua vendagem ultrapassou os dois milhões no país, levando Sweet Kisses a receber certificação dupla de platina pela Recording Industry Association of America (RIAA). No Canadá, o álbum alcançou a posição trinta e quatro na Canadian Albums Chart e recebeu certificação platina pela Canadian Recording Industry Association.
Durante sua comercialização na Europa, Sweet Kisses obteve um melhor desempenho nas tabelas musicais, chegando ao número quatro na Noruega e recebendo certificado ouro pelas vendas de 15.000 cópias naquele território.. Na Suíça posicionou-se em número cinco, tornando Sweet Kisses o único álbum de Simpson a se estabelecer no top 5 do país. Ele também atingiu o número cinquenta e cinco na Suécia. No Japão, Sweet Kisses estreou na décima sexta posição pela Oricon Albums Chart, tornando-o seu álbum melhor posicionado na tabela. Seu lançamento nas tabelas do Reino Unido, onde seus singles desfrutaram de um ótimo desempeno comercial e na Austrália, geraram pico de número trinta e seis e cinquenta e dois, respectivamente. Ao todo, Sweet Kisses vendeu quatro milhões de cópias mundialmente.
| Tabela musical (1999–2000)                         | Melhor posição |
| -------------------------------------------------- | -------------- |
| Austrália — ARIA Albums Chart                      | 52             |
| Áustria — Ö3 Austria Top 40                        | 43             |
| Bélgica — Ultratop Albums (Flandres)               | 45             |
| Canadá — Canadian Albums Chart                     | 34             |
| Escócia — Scottish Singles and Albums Charts (OCC) | 51             |
| Estados Unidos — Billboard 200                     | 25             |
| Finlândia — Suomen virallinen lista                | 40             |
| Japão — Oricon Albums Chart                        | 16             |
| Noruega — VG-lista                                 | 4              |
| Países Baixos — MegaCharts Album Top 100           | 55             |
| Reino Unido — UK Albums Chart                      | 36             |
| Suécia — Sverigetopplistan                         | 55             |
| Suíça — Schweizer Hitparade                        | 5              |
| União Europeia — European Top 100 Albums           | 49             |

| Tabela musical (2000)          | Posição |
| ------------------------------ | ------- |
| Estados Unidos — Billboard 200 | 51      |

### Certificações e vendas
| Região                                                                                                | Certificação | Vendas     |
| --- | ------------ | ---------- |
| Canadá (Music Canada)                                                                                 | Platina      | 100,000^   |
| Estados Unidos (RIAA)                                                                                 | 2× Platina   | 2,000,000^ |
| Japão (RIAJ)                                                                                          | Ouro         | 100,000^   |
| Noruega (IFPI Noruega)                                                                                | Ouro         | 25,000*    |
| ^ Número de vendas baseados somente na certificação. ^Distribuições baseadas somente na certificação. |              |            |

## Histórico de lançamento
| Região         | Data                   | Formato | Gravadora  | Ref.   |
| -------------- | ---------------------- | ------- | ---------- | ------ |
| Austrália      | 23 de novembro de 1999 | CD      | Sony Music | [ 32 ] |
| Canadá         | 23 de novembro de 1999 | CD      | Sony Music | [ 33 ] |
| União Europeia | 23 de novembro de 1999 | CD      | Sony Music | [ 34 ] |
| Estados Unidos | 23 de novembro de 1999 | CD      | Columbia   | [ 35 ] |
| Japão          | 19 de janeiro de 2000  | CD      | Sony Music | [ 36 ] |